# هستيريا جماعية

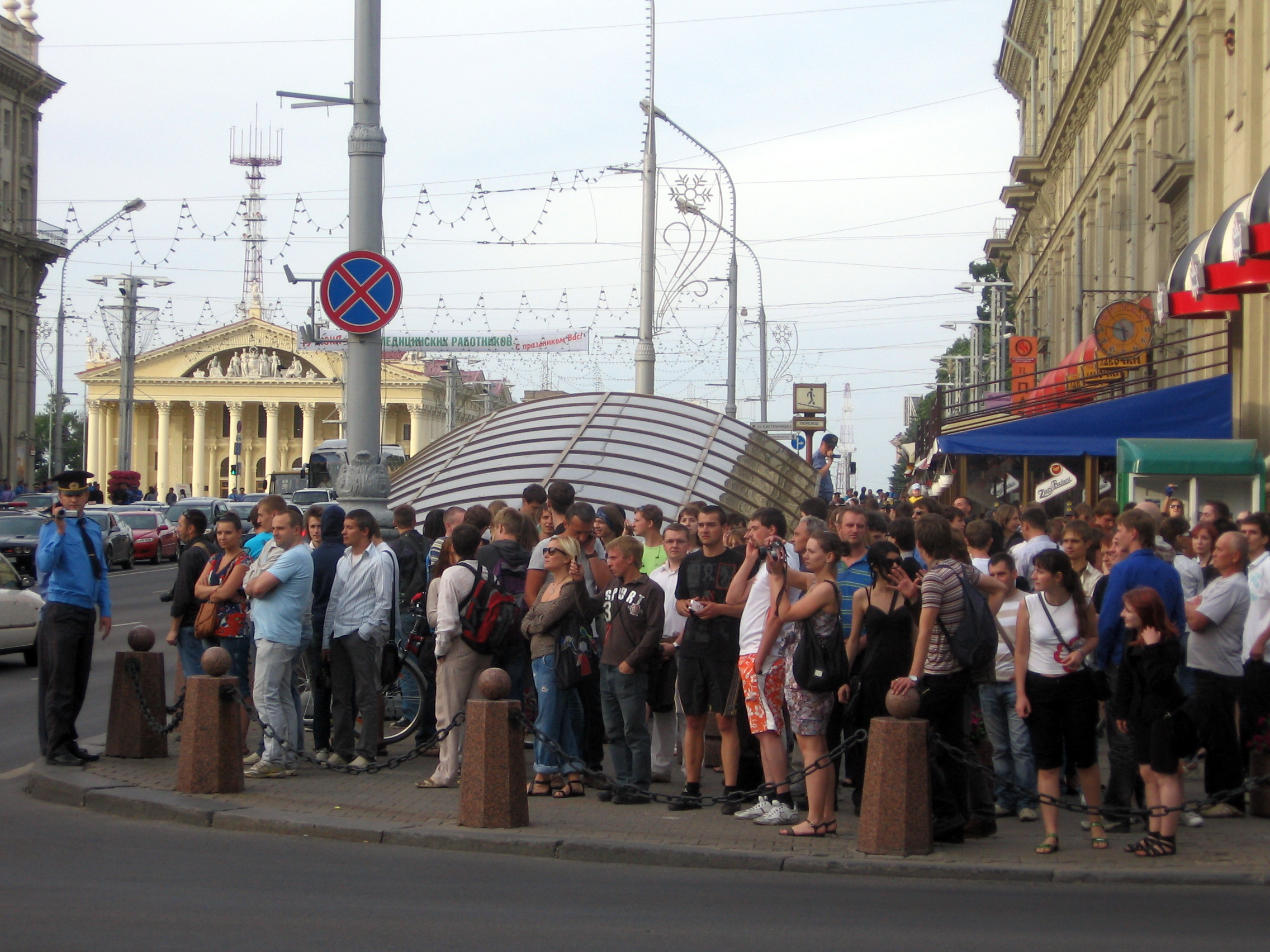

الهستيريا الجماعية هي أحد أشكال الهستيريا أو الهُراع وتحدث حينما تنتقل الأعراض الشبيهة بالهستيريا والذعر من شخص مصاب إلى شخص سليم، وقد تحدث هذه الهستيريا في الحروب والكوارث وأشهرها بين الفتيات. وهي شبيهة بحالات العدوى الهستيرية. في علم الاجتماع وعلم النفس (تعرف أيضا بالسلوك المضطرب الجماعي) هي ظاهرة تنقل مجموعة أوهام من التهديدات سواء كانت حقيقة أو خيال من خلال سكان المجتمع  كنتيجة للشائعات والخوف. في الطب، يستخدم هذا المصطلح لوصف مظاهر لحظية حين يتشارك العديد من الأشخاص بنفس الأعراض النفسية وهم بنفس الحيز المكاني.
بأغلب الحالات الشهيرة للهستيريا الجماعية، يفترض العامة من الناس وجود أسباباً خارقة للطبيعة، أي أن الهستيريا الجماعية نتيجة للسحر أو التلبس الشيطاني أو الجن. بينما يحاول علماء النفس تقديم أسباب مادية، غير إيمانية، للهستيريا الجماعية. ويفترض العلماء بأن أصول الهستيريا الجماعية تنبع من غريزة القطيع المتأصلة بالكائن البشري. وتظهر القائمة التالية حالات شهيرة لهستيريا جماعية أدت إلى عمليات إجرامية في العصور الوسطى والحديثة: كقتل النساء بتهمة السحر أو قطع الأشجار لكونها موطناً للجن، أو ما شابه. ويلاحظ من سرد الحالات التالية بأن أغلبها يحدث بين الإناث وخصوصاً الفتيات مما قد يشير إلى مسببات بيولوجية تطورية بتركيبة العقل الأنثوي.

## حالات شهيرة لهستيريا جماعية
والنوع الشائع من الهستيريا الجماعية يحدث لمجموعة من الناس عندما يؤمنوا بأنهم يعانون من مرض أو وعكة متشابهة، ويشار إليها أحيانا بأنها مرض نفسي أو هستيريا وبائية ووردت الكثير من الحالات لهستيريا جماعية في الأدب والكتب والصحف عبر التاريخ. فيما يلي بعضٌ منها:

### الراهبات (فرنسا: العصور الوسطى)
بدأت إحدى الرهبات في دير فرنسي بالمواء مثل القطط لسبب غير مفهوم مما أدى إلى مواء الراهبات الباقيات في الدير لمدة معينة كل يوم، تاركين المجتمع المحيط بهم في حالة ذهول ولم يتوقف المواء حتى هددت الشرطة بجلدهم. 

### أوروبا ( القرن الخامس عشر)
بدأت راهبة من راهبات ألمانيا بعض رفيقاتها، ساد هذا التصرف بين بقية الراهبات الألمانيات الأخريات ووصل إلى راهبات في هولندا وإيطاليا

### طاعون الرقص في 1518
وهي ربما أشهر حالات الهستيريا الجماعية، إذ كان طاعون الرقص في شهر يوليو عام 1518 حالة من الرقص الهوسي الذي حدث في ستراسبورغ (التي كانت جزءاً من الإمبراطورية الرومانية المقدسة). وسمي بطاعون الرقص لأنه انتشر بين الناس كمرض الطاعون. أخذ كثير من الناس بالرقص لأيامٍ بدون توقف لشهر كامل مما أدى لوفاة بعض الأشخاص بالسكتة القلبية والسكتة الدماغية أو الإجهاد.

### محاكمات السحر في سالم
حدثت في 1692 في مدينة سالم هي الاسم السابق لمدينة دانفرز في أميركا. بدأت الفتيات المراهقات أبيجيل ويليامز  وبيني بريس وبوتنام الابن وإليزابيث هوباد بالمرور بنوبات بدنية وصفها أحد الوزراء بأنها «تتجاوز قوة نوبة الصرع أو تأثير الطبيعي للمرض». أدت هذه الأحداث في محاكمات السحر في سالم الشهيرة وفي سلسلة من جلسات الاستماع  أدت إلى إعدام 20 مواطن ووفاة 5 مواطنين من قرية سالم في ماساتشوستس ( هي اليوم دانفرز في ماساتشوستس)  و البلدان المجاورة من المتهمين بممارسة السحر في الحادثة هي  واحدة من الحالات الأكثر  شهرة في أمريكا  من الهستيريا الجماعية  وقد استخدمت الخطاب و الأدب الشعبي كقصة تحذيرية  حول مخاطر العزلة التطرف الديني و الاتهامات الزائفة والهفوات في العملية وذلك لكونها مبنية على الخرافة وأدت لموت الناس.

### حادثة مدينةفورتسبورغ(1749)
اندلاع الصراخ والإغماء في حضانة أطفال أدى إلى تنفيذ اعدام امرأة بتهمة كونها ساحرة.

### حادثة وباء الارتعاش بسبب الكتابة في مدينتي بازل وجروس تينز (1892-1904)
ارتجفت اليد اليمنى للفتاة القاطنة في مدينة غروس تينز وساءت حالتها بنوبة في جميع جسدها و انتشرت النوبة لتسعة عشر طالبات اخريات.
وتأثر 20 شخص بنفس الوباء في ذات السنة في سويسرا وبعد اثنا عشر سنة شهدت مدرسة بازل تفشي اخر أصاب 27 طالبة. وقد قيل سبب تكرار الحادثة هو انتشار الأساطير تفسيراً للحادثة الأولى.

### مونتريال(1894)
عانت ستون طالبة في مدرسة في كندا من انتشار نوبات وقد استمر النوبات عند بعضهم لمدة شهرين

### مايسن«مرض الارتجاف» (1905-6)
أصيب بالارتجاف ما يقدر ب 237 طفل بين تشرين الأول \ أكتوبر1905ومايو 1906

### سفاح هاليفاكس
كان سفاح هاليفاكس الاسم الممنوح للمهاجم المفترض على السكان و معظمهم من النساء من بلدة هاليفاكس إنجلترا في نوفمبر عام 1938. بداء الخوف و استمر أسبوعا بعدما ادعت إمرأتان  بأنهما تعرضا لهجوم من قبل رجل غامض يحمل معه مطرقة و مشابك لماعة على حذائه. إضافة إلى التقارير الأخرى عن هجمات قام بها رجل يشهر في الناس السكين أو الموس. أصبحت هذه الحالة خطيرة جدا مما أدى لقيام شرطة هاليفاكس بطلب المساعدة من سكوتلانديارد.
في 29 نوفمبر \ تشرين الثاني 1938، اعترف أحد الضحايا المزعومين بأنه ألحق الضرر بنفسه. وهكذا فعل بقية الضحايا (اعترفوا بأنهم كاذبون). وأستنتج تحقيق يارد أنه لا يوجد شيء حقيقي. خمسه من السكان  المحليين متهمين بارتكاب مخالفات بارزة وتم إرسال أربعة منهم إلى السجن.

### بيليفو في لويزيانا(1939)
أصيبت ساق طالبة فجأة بألم حاد في حفلة التخرج من مدرسة، وأنتشر بين صديقاتها خلال أسابيع معدودة.

### تانغانيكا وباء الضحك (1962)
بدأت فتيات مدرسة بسنة 1962 بالضحك بشكل متواصل، أدى هذا لإغلاق المدرسة. وانتشرت الحالة بقرى أخرى خلال نفس السنة.

### يونيو 1962 علة الوباء
مثال متعارف علية من العدوى الهستيرية التي تؤثر على أثنان وستون موظف في مصنع النسيج في الولايات المتحدة الأمريكية

### ويزلي، لويزيانا سنة 1962
على مدى ستة أشهر مع فحص المسؤولين الدقيق لنشاطات الطلاب والطالبات  الجنسية، أصيبت العديد من الفتيات وطالب ذكر واحد بنوبات رعاشية .  

### بلاك بورن، إنجلترا سنة 1965
في شهر أكتوبر سنة 1965 تلقت مدرسة البنات في بلاك بورن عدة شكاوٍ من الطالبات  بالشعور بالدوار والبعض قد فقدن وعيهن في ساعتين، وتم إسعاف 85  طالبة لأقرب مشفى من المدرسة بعدما اصيبن بالإغماء وأعراض غريبة منها فرط التنفس. وأوضح التحليل الطبيً بعد مرور سنه على الحادثة أن تفشي المرض  بدأ بين البالغين من العمر 14 عاما، ولكن انتقلت أشد حالات الإصابة إلى الفئات العمرية الأصغر سنا.
لم يكن هناك أي دليل على تلوث الطعام أو الهواء وقد أثبت أن الفتيات الأصغر سنا هم أكثر عرضة للإصابة به، إلا أن الاضطراب كان أكثر حدة واستمرت لفترة أطول في الفتيات الأكبر سنا.

### لندن أوائل سنة 1970
بدأت ثمان فتيات ومعلمة بالتعرض لنوبات إغماء وأرسلت كل طالبات الصف إلى منازلهن في وقت مبكر من أجل عطلة الربيع، وبعد سنتين اعترفت واحدة من الضحايا لأطباء المستشفى النفسي بأنها كانت تدعى بأنها حامل ثم انتشرت الأعراض التي ادعتها بين بقية الطالبات فيما يسمى تأثير الدومينو  

### مونت بلزينت، مسيسيبي عام  1970
ليديتل يشتبه مسؤولو المدرسة الطلاب في تعاطي المخدرات بعد أن سقط خمسة عشر طالبا على الأرض، ولكن لم يتم العثور على أي مخدرات، ويتوقعون  أن الهستيريا اصابتهم . وفي وقت ما، ظل ثلث طلبة المدرسة البالغ عددهم 900 طالبا في منازلهم خوفا من أن يكونوا «السحر»

### في ماليزيا (1970- 1980)
شك مسؤولو مدرسة هناك بأن بعض الطلبة يتعاطون المخدرات بعد أن سقط 14 طالباً أرضاً وهم يصارعون نوبات تشنجية. لم يتم العثور على أية مخدرات وتم افتراض بأن سبب الحادثة هو الهستيريا الجماعية.

### حادث هولينويل (سنة 1980)
عانى حوالي 300 شخص، ومعظمهم من الأطفال، فجأة من نوبات الإغماء والغثيان وأعراض أخرى. 

### الضفة الغربية في فلسطين (سنة 1983)
في فلسطين، حدث وباء الإغماء في الضفة الغربية في آذار/ مارس 1983، أصيبت 943 من الفتيات الفلسطينيات، ومعظمهن من طالبات المدارس، وعدد قليل من أفراد جنود جيش الاحتلال الإسرائيلي
```
بإغماء أو اشتكوا من الشعور بالغثيان في الضفة الغربية.
```

واتهم الفلسطينيون الاحتلال الإسرائيلي باستخدام الحرب الكيماوية لإصابة نساء الضفة الغربية بالعقم، في حين تكهّنت مصادر الجيش الإسرائيلي بأنها مادة سامة استخدمها مسلحون فلسطينيون لإثارة الاضطرابات، ولكن المحققين انتهوا إلى أنه حتى لو كانت بعض المضايقات البيئية موجودة فعلاً، فإن موجة الشكاوى كان في نهاية المطاف نتيجة حالة من الهستيريا الجماعية. وأيد هذا الاستنتاج مسؤول صحي فلسطيني قال إنه في حين أن 20٪ من الحالات المبكرة قد تكون ناجمة عن استنشاق نوع ما من الغاز، فإن ال 80٪ الباقية كانت نفسية.  

### سان دييغو (سنة 1988)
قامت البحرية الأمريكية بإخلاء 600 رجل من الثكنات؛ كما تم إرسال 119 مستشفى إلى سان دييغو مع شكاوى من صعوبة في التنفس. لم يتم العثورعلى أي دليل على السموم أو التسمم الغذائي أو أي سبب آخر  

### ... كوسوفو (سنة 1990)
زوران رادوفانو فيتش، أستاذ في كلية الطب في الكويت، يقول في مقالة للمجلة الأوروبية لعلم الأوبئة: بأن تسمم الطلاب في كوسوفو "التي أثرت على أربعة آلاف على الأقل، معظمهم من أصل ألباني، كان نتاج الهستيريا الجماعية.  

### كارولينا الشمالية (سنة 2002)
ظهر لدى عشر طالبات أعراض نوبات تشنجية وأعراض أخرى في مدرسة ثانوية ريفية في ولاية كارولينا الشمالية، واستمرت الأعراض لمدة خمسة أشهر في مختلف مستويات الصف. وكانت الحوادث تحدث خارج الصف عادةً حيث يقدر أن نصف الحوادث قد وقعت في وقت الغداء. وكان نصف المتضررات ممن ينخرطن بأعمال تشجيع الرياضات أي كان لهن خلفيات ثقافية ومسلكية واحدة.  

### البرتغال: 2006 «فايروس مسلسل الفراولة مع السكر»
بشهر أيار\ماي 2006، شاعت حالة من الهستيريا الجماعية سميت بفايروس الفراولة مع السكر. وجاء الاسم من مسلسل تلفزيوني مخصص للفتيات المراهقات اسمه فروالة مع السكر (بالبرتغالية: Morangos com Açúcar ). أظهرت أكثر من 300 طالبة من مدارس مختلفة نفس الأعراض: طفح جلدي، صعوبة بالتنفس، والدوار. عزى المختصون بالمعهد البرتغالي لطب الطوارئ بأن السبب هو هستيريا جماعية. 

### مدينة مكسيكو(سنة 2007)
في سنه 2007 بالقرب من تشالكو، وهي ضاحية للطبقة العاملة في مدينة مكسيكو، أدت الهستيريا الجماعية إلى إصابات كبيرة من أعراض غير عادية عانت منه 600 طالبة مراهقة في مدرسة قرية الأطفال، وهي مدرسة داخلية الكاثوليكية وعانت الطالبات المصابات صعوبة في المشي والحمى والغثيان. 

### فينتون،فرجينيا(سنة 2007)
أصاب الوخز والصداع والدوار ما لا يقل عن تسع فتيات ومعلمة واحدة في مدرسة ويليام بيرد الثانوية. استمرت لعدة أشهر وسط مخاوف صحية محلية أخرى.

### [16]أيار\ماي 2008
تعرضت 26 طالبة مدرسية في جزيرة ماكوندو في المالديف لأعراض غريبة تشمل على السقوط والانقباضات فقدان الوعي. وصف سكان القرية المرض بأن تلبس للجن. وبدأت الحادثة، كما يصفها الناس، بأن تلبس الجن معلمة عمرها 20 سنة حين زارت جزيرة غير مأهولة. حاول سكان القرية في الجزيرة علاج الموقف بقطع شجرة كبيرة كانت في منتصف المدرسة لاعتقادهم بأنها مصدر الجن. في مقابل الخرافات، عزت السلطات الحكومية والطبية في الجزيرة إلى أن سبب المرض هو الهستيريا الجماعية. 

### أفغانستان (سنة 2009)
بدءاً من عام 2009، بدأ ظهور مجموعة من التسمم الظاهري في مدارس الفتيات في جميع أنحاء أفغانستان، وشملت الأعراض الدوخة والإغماء والقيء. منظمة الأمم المتحدة للصحة العالمية أنشأت قوة المساعدة الأمنية الدولية التابعة للناتو بالتحقيقات في الحوادث على مدى سنوات عديدة، ولكنها لم تجد أبدا أي دليل على السموم أو التسمم في مئات عينات الدم والبول والمياه التي اختبروها. 
وكان استنتاج المحققين أن الفتيات يعانين من أمراض نفسية جماعية. ولكن على الرغم من هذه النتائج، غالبا ما يلوم المسؤولون الأفغان الحوادث على طالبان، متهمين إياهم بتلويث إمدادات المياه في المدرسة أو استخدام الغاز السام.  

### برونايسنة 2010
أبريل مايو 2010، وقعت حوادث هستيريا جماعية في مدرستين ثانويتين للبنات في بروناي. وحدث آخر حدث بارز في 24 نيسان / أبريل 2014 في مدرسة ثانوية عامة. تسببت هذه الظاهرة موجة من الذعر بين العديد من الآباء والمعلمين وأعضاء المجتمع. بعض الطلاب المتضررين من هذه الظاهرة ادعى أنها كانت تمتلكها الأرواح، أو الجن، وعرض أعراض هيستيرية مثل الصراخ، والهز، والإغماء، والبكاء. بينما كانت آراء الأطباء بأنها حالة من القلق العام وتسببت بهستيريا جماعية.

### ليروي، نيويورك  سنة 12-2011
في أواخر عام 2011، أصيبت 12 فتاة في المدرسة الثانوية بأعراض تشبه متلازمة توريت. تم فحص مدرستهن بحثاً عن السموم، واستبعدت جميع العوامل الأخرى لأعراضهم. وحظيت هذه القضية، وبعض الفتيات وآبائهن، باهتمام وسائط الإعلام التي استفادت مادياً من القصة. وفي كانون الثاني/يناير 2012، تقدم عدد آخر من الطلاب وامرأة تبلغ من العمر 36 عاما بأعراض مماثلة. تم تشخيصهن كلهن طبياً باضطراب التحويل  

### سريلانكا 2012
2 من 15-20 نوفمبر2015، وقعت حوادث الهستيريا الجماعية في 15 مدرسة في سريلانكا. وأصاب ذلك أكثر من 1900طلاب  المدارس من 15 مدرسة في  سريلانكا وتم علاج خمسة معلمين من مجموعة من الأعراض مثل الدوار، والسعال بسبب الطفح الجلدي  المجدد، وتفاعلات فوم يعتقد أن الهستيريا الجماعية.

### هلع بسبب لعبة تشارلي تشارلي (سنة 2015)
تم إدخال أربعة مراهقين في تونجا، كولومبيا في الجمهورية الدومنيكية إلى المستشفى. وذلك بعد أن لعبوا لعبة تحدي تشارلي تشارلي التي يظنونها لعبة تشترك فيها الأشباح مع أنها لعبة تعتمد على تحرك الأقلام بسبب جاذبية الأرض.